# 1-2-play.tv

Logo stacji 1-2-play.tv

1-2-play.tv – niemiecka interaktywna stacja telewizyjna (o profilu podobnym do TVN Gra) działająca od 13 października 2006 do 15 stycznia 2007. Program telewizji nadawany był 24 godziny na dobę.